# Grocholice (Bełchatów)
Grocholice – dzielnica Bełchatowa położona w południowej części miasta.
Leży nad rzeką Rakówką (prawy dopływ Widawki). W latach 1420–1870 miasto. W końcu XVI wieku jako miasto arcybiskupstwa gnieźnieńskiego należały do powiatu piotrkowskiego w województwie sieradzkim.
Do 1953 roku siedziba gminy Łękawa. W latach 1953–1954 i 1973-1977 siedziba gminy Grocholice. W latach 1954–1972 wieś należała i była siedzibą władz gromady Grocholice. Od 1977 część Bełchatowa.
Zabudowę Grocholic stanowią głównie domy jednorodzinne. Najdłuższą ulicą jest ul. Piotrkowska, która ciągnie się aż do ulicy Goetla niedaleko Osiedla Binków.

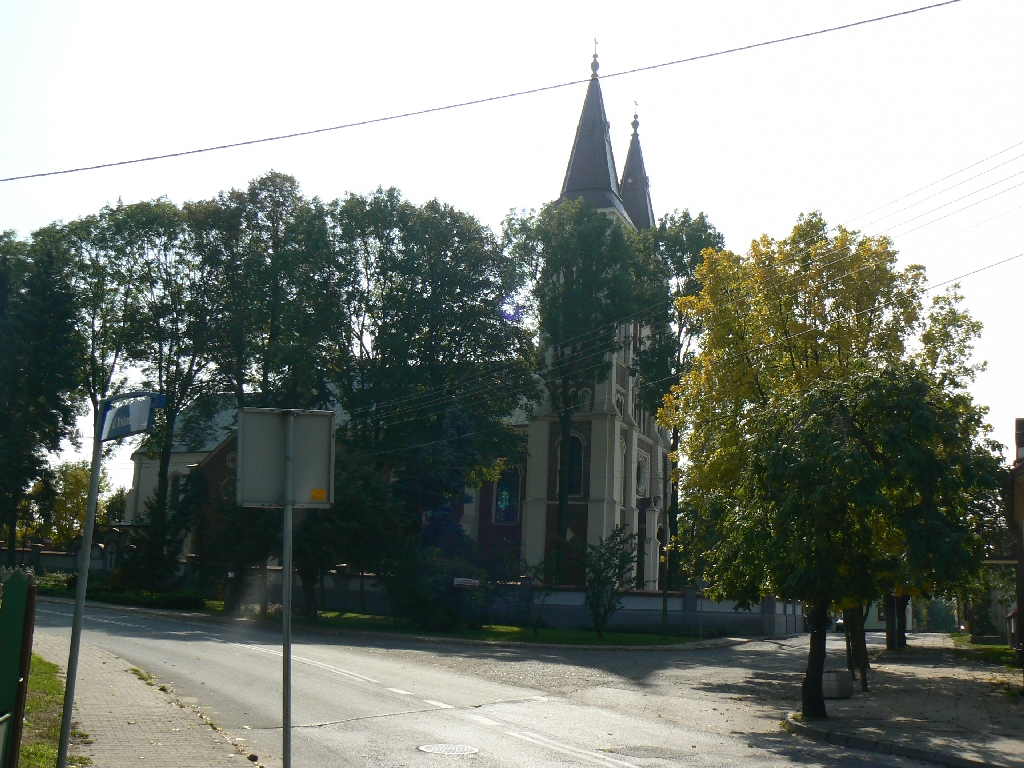
Kościół w Grocholicach

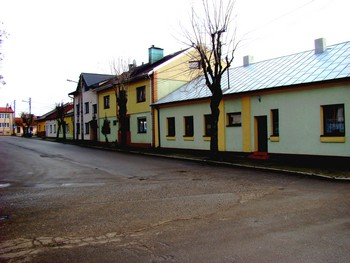
Grocholice Centrum

## Osiedla
W skład dzielnicy wchodzą 3 osiedla mieszkalne:

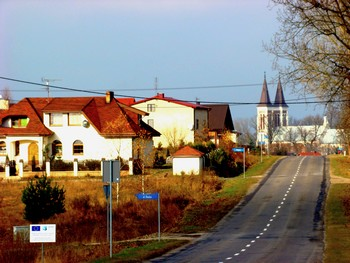
Grocholice Nowe Osiedle przy drodze wojewódzkiej nr 484

- Grocholice-Śródmieście
- Nowe Grocholice
- Grocholice-Piotrkowska

## Historia
Miejscowość jako wieś istniała już w XII wieku i wraz z okolicznymi terenami należała do tzw. „klucza” należącego do bogatych i rozległych dóbr arcybiskupa gnieźnieńskiego, co potwierdza pierwsza pisemna wzmianka o Grocholicach w bulli papieża Innocentego II wyłożonej w 1136 roku w Pizie. Miejscowość znajdowała się przy trakcie do Kamieńska nad rzeką Rakówką (dawniej zwaną Rakarką lub Rzonsawą). Bardzo starą metrykę miejscowości potwierdza też pierwsza fundacja kościelna pochodząca z lat 1220–1233 informująca, że został wybudowany z fundacji arcybiskupa gnieźnieńskiego kościół parafialny. Za zgodą Władysława Łokietka Grocholice przeniesiono w 1314 roku z prawa polskiego na niemieckie. Dzięki temu ich właściciel Wolimir (syn Oracza) otrzymał pełny immunitet gospodarczy na okres 30 lat. W 1336 roku Florian z Kazanowa zamienił Grocholice na inną wieś kościelną. Od tego czasu do końca XVIII wieku Grocholice należały do dóbr stołowych arcybiskupa gnieźnieńskiego i organizacyjnie włączone były do tenuty w Sędziejowicach dekanatu szadkowskiego, archidiakonatu uniejowskiego. W 1420 roku Grocholice otrzymały przywilej lokacyjny. Staraniem arcybiskupa gnieźnieńskiego Zbigniewa Oleśnickiego w 1485 roku Grocholice otrzymały prawa miejskie od króla Kazimierza Jagiellończyka. Akt erekcyjny podpisany został w zamku arcybiskupim w Łowiczu, a miasto miało należeć do majątku arcybiskupstwa gnieźnieńskiego. W połowie XVII wieku zostało zniszczone przez wojska Szwedów w czasie potopu szwedzkiego. Odbudowane ponownie na przełomie XVII i XVIII wieku. Odbudowane spłonęło następnie w czasie wielkiego pożaru w 1781 roku. W 1806 miała tu miejsce epidemia cholery, w wyniku której zmarło 638 osób. W 1811 roku powstała szkoła początkowa. W 1827 roku było tu 109 domów i 650 mieszkańców, a w 1861 roku liczono już 170 domów i 1860 mieszkańców. W XVIII wieku pod bokiem Grocholic, które były miastem zamkniętym, wyznaniowym, mała osada magnacka Bełchatów przekształcała się w miasto otwarte, które przyjmowało kolonistów z zachodu i Żydów. W 1855 roku urodził się w Grocholicach Dominik Teofil Konopacki, syn Józefa i Józefy Skalskiej. Był właścicielem młyna wodnego na Rakówce. W 1857 miasteczko liczyło 1382 mieszkańców. W 1781 wybuchł pożar, który strawił 13 budynków wraz z zabudowaniami. W roku 1870 Grocholice utraciły prawa miejskie i zostały włączone do gminy Łękawa. Decyzja zaborczych władz rosyjskich spowodowała zubożenie miasteczka, a także utratę znaczenia administracyjnego. 23 maja 1914 r., w wyniku przypadkowo wywołanego pożaru, zniszczeniu uległo niemal całe miasteczko, wraz z okolicznymi osadami, m.in. Zamoście. Próbę odzyskania praw miejskich podjęto bezskutecznie w latach 1925–1927. W latach okupacji hitlerowskiej 1939–1945 Grocholice nazwano „Grauchel” lub też „Grocholitz” i wcielono je do III Rzeszy. Przez pierwsze pół roku należały one bowiem do Generalnego Gubernatorstwa. Dopiero na żądanie miejscowych Niemców z Bełchatowa zostały wcielone do Kraju Warty. Granica między Generalnym Gubernatorstwem a Krajem Warty przebiegała na wschód od miejscowości w gminie Woźniki i niejako oderwała Grocholice od okręgu piotrkowskiego. Miejscowość została przyłączona do powiatu łaskiego. W 1977 roku Grocholice zostały włączone do gwałtownie rozwijającego się Bełchatowa i obecnie stanowią jego najstarszą dzielnicę.
Przez miejscowość przechodził trakt z Piotrkowa Trybunalskiego na Śląsk.

## Zabytki
- Kościół rzymskokatolicki pw. Wszystkich Świętych, gotycka świątynia wzniesiona została w początkach XIII wieku z fundacji arcybiskupa gnieźnieńskiego Wincentego z Czarnkowa (1220–1232), później wielokrotnie przebudowywany. Znacznie przekształcony w wyniku rozbudowy w latach 1898–1908 w stylu neogotyckim, na skutek czego ze średniowiecznej świątyni pozostały tylko fragmenty nawy i szkarpy. Parafię w Grocholicach erygowano ok. 1230 r. Przy kościele znajduje się skwer imienia ks. Teodora Kwarto – proboszcza parafii Grocholice z lat 1945–1956.

Zabytkowe wyposażenie kościoła:
- trzy gotyckie rzeźby św. Doroty, św. Magdaleny i św. Katarzyny z XIV wieku (ok. 1350)
- ołtarz główny pw. Matki Boskiej Szkaplerznej i św. Józefa z II połowy XVII wieku;
- chrzcielnica kamienna z XVIII wieku;
- ambona barokowa z XVIII wieku;
- trzy rzeźby krucyfiksy z XVII i XVIII wieku;

## Transport
Do Grocholic dociera komunikacja miejska (MZK Bełchatów):
- Linia nr 1 (Rynek Grocholski – Zamoście – Osiedle Dolnośląskie – 9 maja – Kwiatowa – Włókniarzy – Szpital)
- Linia nr 2 (Rynek Grocholski – Wojska Polskiego – os. Dolnośląskie – Czyżewskiego – Plac Wolności – Mielczarskiego – Szpital)
- Linia nr 3 (Rynek Grocholski – Piotrkowska – Zdzieszulice – osiedle Binków – osiedle Okrzei – Pabianicka – Cegielniana – Szpital – Czapliniecka – Lipowa – Ludwików – Nowy Świat)
- Linia nr 10 (R. Grocholski – Piotrkowska – Zdzieszulice – Budryka – Staszica – 1 Maja – Dąbrowskiego – Kwiatowa – Piłsudskiego – Sienkiewicza – Pabianicka – Cegielniana – Czapliniecka – Włókniarzy – Wyszyńskiego – Os. Dolnośląskie).[7]

### Instytucje
- Klub Sportowy Grocholice-Bełchatów, Rynek Grocholski 8
- Szkoła Podstawowa nr 5 im. Żołnierzy Wojska Polskiego, ul. Szkolna 10
- Przedszkole Samorządowe nr 8, ul. Szkolna 18
- Ochotnicza Straż Pożarna Grocholice, ul. Szkolna 1
- Miejskie Centrum Kultury – oddział Grocholice, Rynek Grocholski 18
- Miejska i Powiatowa Biblioteka Publiczna, Rynek Grocholski 18
- NZOZ „Wola-Med” ul. Częstochowska 28
- Katolickie Stowarzyszenie Młodzieży Archidiecezji Łódzkiej oddział w Grocholicach, Rynek Grocholski 5